# RasenBallsport Leipzig 2019-2020
Questa voce raccoglie le informazioni riguardanti il RasenBallsport Leipzig nelle competizioni ufficiali della stagione 2019-2020.

## Maglie e sponsor
Lo sponsor tecnico per la stagione 2019-2020 è Nike.
| Prima divisa | Seconda divisa | Terza divisa |

## Rosa
| N. |                        | Ruolo | Calciatore             |
| -- | ---------------------- | ----- | ---------------------- |
| 1  | Ungheria (bandiera)    | P     | Péter Gulácsi          |
| 3  | Uruguay (bandiera)     | D     | Marcelo Saracchi       |
| 3  | Spagna (bandiera)      | D     | Angeliño               |
| 4  | Ungheria (bandiera)    | D     | Willi Orban (capitano) |
| 5  | Francia (bandiera)     | D     | Dayot Upamecano        |
| 6  | Francia (bandiera)     | D     | Ibrahima Konaté        |
| 7  | Austria (bandiera)     | A     | Marcel Sabitzer        |
| 8  | Mali (bandiera)        | C     | Amadou Haidara         |
| 9  | Danimarca (bandiera)   | A     | Yussuf Poulsen         |
| 10 | Svezia (bandiera)      | C     | Emil Forsberg          |
| 11 | Germania (bandiera)    | A     | Timo Werner            |
| 13 | Austria (bandiera)     | C     | Stefan Ilsanker        |
| 14 | Stati Uniti (bandiera) | C     | Tyler Adams            |
| 16 | Germania (bandiera)    | D     | Lukas Klostermann      |
| 17 | Inghilterra (bandiera) | A     | Ademola Lookman        |
| 18 | Francia (bandiera)     | C     | Christopher Nkunku     |
| 19 | Austria (bandiera)     | C     | Hannes Wolf            |
| 20 | Brasile (bandiera)     | A     | Matheus Cunha          |

| N. |                      | Ruolo | Calciatore         |
| -- | -------------------- | ----- | ------------------ |
| 21 | Rep. Ceca (bandiera) | A     | Patrik Schick      |
| 22 | Francia (bandiera)   | D     | Nordi Mukiele      |
| 23 | Germania (bandiera)  | D     | Marcel Halstenberg |
| 25 | Spagna (bandiera)    | C     | Dani Olmo          |
| 26 | Galles (bandiera)    | D     | Ethan Ampadu       |
| 27 | Austria (bandiera)   | D     | Konrad Laimer      |
| 28 | Svizzera (bandiera)  | P     | Yvon Mvogo         |
| 31 | Germania (bandiera)  | C     | Diego Demme        |
| 33 | Germania (bandiera)  | P     | Philipp Tschauner  |
| 36 | Brasile (bandiera)   | D     | Luan Cândido       |
| 37 | Germania (bandiera)  | D     | Frederik Jäkel     |
| 38 | Germania (bandiera)  | A     | Lukas Krüger       |
| 39 | Germania (bandiera)  | A     | Fabrice Hartmann   |
| 41 | Germania (bandiera)  | A     | Dennis Borkowski   |
| 44 | Slovenia (bandiera)  | C     | Kevin Kampl        |
| 49 | Danimarca (bandiera) | C     | Mads Bidstrup      |
| 53 | Germania (bandiera)  | C     | Tom Krauß          |

## Calciomercato

### Sessione estiva
| Acquisti | Acquisti           | Acquisti            | Acquisti                |
| R.       | Nome               | da                  | Modalità                |
| -------- | ------------------ | ------------------- | ----------------------- |
| P        | Philipp Tschauner  | Hannover 96         | definitivo (0,35 mln €) |
| D        | Ethan Ampadu       | Chelsea             | prestito (0,65 mln €)   |
| D        | Luan Cândido       | Palmeiras           | definitivo (8 mln €)    |
| C        | Christopher Nkunku | Paris Saint-Germain | definitivo (13 mln €)   |
| C        | Hannes Wolf        | Salisburgo          | definitivo (12 mln €)   |
| A        | Ademola Lookman    | Everton             | definitivo (18 mln €)   |
| A        | Patrik Schick      | Roma                | prestito (3,5 mln €)    |

| Cessioni | Cessioni            | Cessioni | Cessioni              |
| R.       | Nome                | da       | Modalità              |
| -------- | ------------------- | -------- | --------------------- |
| P        | Julian Krahl        | Colonia  | svincolato            |
| P        | Marius Müller       | Lucerna  | definitivo            |
| D        | Atınç Nukan         | Göztepe  | svincolato            |
| C        | Emile Smith Rowe    | Arsenal  | fine prestito         |
| A        | Jean-Kévin Augustin | Monaco   | prestito (4 mln €)    |
| A        | Bruma               | PSV      | definitivo (15 mln €) |

### Sessione invernale
| Acquisti | Acquisti            | Acquisti        | Acquisti              |
| R.       | Nome                | da              | Modalità              |
| -------- | ------------------- | --------------- | --------------------- |
| D        | Angeliño            | Manchester City | prestito              |
| C        | Elias Abouchabaka   | Greuther Fürth  | fine prestito         |
| C        | Dani Olmo           | Dinamo Zagabria | definitivo (25 mln €) |
| A        | Jean-Kévin Augustin | Monaco          | fine prestito         |

| Cessioni | Cessioni            | Cessioni              | Cessioni               |
| R.       | Nome                | da                    | Modalità               |
| -------- | ------------------- | --------------------- | ---------------------- |
| D        | Luan Cândido        | RB Bragantino         | prestito               |
| D        | Marcelo Saracchi    | Galatasaray           | prestito               |
| C        | Elias Abouchabaka   | Vitória Guimarães     | svincolato             |
| C        | Diego Demme         | Napoli                | definitivo (12 mln €)  |
| C        | Stefan Ilsanker     | Eintracht Francoforte | definitivo (0,5 mln €) |
| A        | Jean-Kévin Augustin | Leeds Utd             | prestito               |
| A        | Matheus Cunha       | Hertha Berlino        | definitivo (18 mln €)  |

## Risultati

### Bundesliga

#### Girone d'andata
| Arbitro: | Schmidt |

|  |           |                                                    |
|  | Marcatori | 16’ Halstenberg 31’ Sabitzer 42’ Werner 69’ Nkunku |

| Arbitro: | Cortus |

|                        |           |               |
| Werner 10’ Poulsen 80’ | Marcatori | 89’ Paciência |

| Arbitro: | Jablonski (Brema) |

|            |           |                        |
| Embolo 90’ | Marcatori | 38’, 47’, 90+4’ Werner |

| Arbitro: | Stegemann |

|                       |           |                |
| Forsberg 45+3’ (rig.) | Marcatori | 3’ Lewandowski |

| Arbitro: | Stieler |

|  |           |                                     |
|  | Marcatori | 13’ Orban 35’ Sabitzer 83’ Saracchi |

| Arbitro: | Gräfe |

|              |           |                                       |
| Forsberg 83’ | Marcatori | 29’ Sané 43’ (rig.) Harit 58’ Matondo |

| Arbitro: | Fritz |

|             |           |            |
| Volland 66’ | Marcatori | 78’ Nkunku |

| Arbitro: | Aytekin |

|            |           |              |
| Werner 54’ | Marcatori | 82’ Weghorst |

| Arbitro: | Osmers |

|                           |           |                   |
| Höfler 45+2’ Petersen 90’ | Marcatori | 90+2’ Klostermann |

| Arbitro: | Winkmann |

|                                                                                     |           |  |
| Sabitzer 5’ Werner 30’, 48’, 87’ Nkunku 35’ Halstenberg 38’ Poulsen 44’ Mukiele 50’ | Marcatori |  |

| Arbitro: | Storks |

|                             |           |                                            |
| Mittelstädt 32’ Selke 90+2’ | Marcatori | 38’, 90+1’ Werner 45+1’ Sabitzer 86’ Kampl |

| Arbitro: | Schröder |

|                                                |           |             |
| Werner 22’ Forsberg 32’ (rig.), 79’ Laimer 37’ | Marcatori | 39’ Czichos |

| Arbitro: | Steinhaus |

|                       |           |                                  |
| Mamba 62’ Gjasula 73’ | Marcatori | 3’ Schick 4’ Sabitzer 26’ Werner |

| Arbitro: | Aytekin |

|                                     |           |              |
| Werner 11’, 52’ (rig.) Sabitzer 83’ | Marcatori | 89’ Bičakčić |

| Arbitro: | Hartmann |

|  |           |                                         |
|  | Marcatori | 2’ Schick 58’ (rig.) Werner 75’ Mukiele |

| Arbitro: | Stieler |

|                                 |           |                            |
| Weigl 23’ Brandt 34’ Sancho 55’ | Marcatori | 47’, 53’ Werner 77’ Schick |

| Arbitro: | Siebert |

|                                   |           |                  |
| Laimer 68’ Schick 79’ Poulsen 89’ | Marcatori | 8’ Niederlechner |

#### Girone di ritorno
| Arbitro: | Dankert |

|                              |           |            |
| Werner 51’, 83’ Sabitzer 57’ | Marcatori | 10’ Bülter |

| Arbitro: | Siebert |

|                        |           |  |
| Touré 48’ Kostić 90+4’ | Marcatori |  |

| Arbitro: | Stieler |

|                       |           |                      |
| Schick 50’ Nkunku 89’ | Marcatori | 24’ Pléa 35’ Hofmann |

| Monaco di Baviera 9 febbraio 2020, ore 18:00 CET 21ª giornata | Bayern Monaco | 0 – 0 referto | RB Lipsia | Allianz Arena (75 000 spett.)\| Arbitro: \| Fritz \| |
| Arbitro:                                                      | Fritz         |               |           |                                                      |

| Arbitro: | Cortus |

|                                        |           |  |
| Klostermann 17’ Schick 39’ Mukiele 46’ | Marcatori |  |

| Arbitro: | Stegemann |

|  |           |                                                                  |
|  | Marcatori | 1’ Sabitzer 61’ Werner 67’ Halstenberg 80’ Angeliño 89’ Forsberg |

| Arbitro: | Zwayer |

|            |           |            |
| Schick 32’ | Marcatori | 29’ Bailey |

| Wolfsburg 7 marzo 2020, ore 15:30 CET 25ª giornata | Wolfsburg | 0 – 0 referto | RB Lipsia | Volkswagen-Arena (27 195 spett.)\| Arbitro: \| Schlager \| |
| Arbitro:                                           | Schlager  |               |           |                                                            |

| Arbitro: | Gräfe |

|             |           |           |
| Poulsen 77’ | Marcatori | 34’ Gulde |

| Arbitro: | Schmidt |

|  |           |                                               |
|  | Marcatori | 11’, 48’, 75’ Werner 23’ Poulsen 36’ Sabitzer |

| Arbitro: | Dankert |

|                            |           |                             |
| Klostermann 24’ Schick 68’ | Marcatori | 9’ Grujić 82’ (rig.) Piątek |

| Arbitro: | Dingert |

|                        |           |                                           |
| Córdoba 7’ Modeste 55’ | Marcatori | 20’ Schick 38’ Nkunku 50’ Werner 57’ Olmo |

| Arbitro: | Aytekin |

|            |           |                 |
| Schick 27’ | Marcatori | 90+2’ Strohdiek |

| Arbitro: | Welz |

|  |           |              |
|  | Marcatori | 9’, 11’ Olmo |

| Arbitro: | Gräfe |

|                      |           |                              |
| Kampl 60’ Werner 63’ | Marcatori | 87’ Skrzybski 90+2’ Hoffmann |

| Arbitro: | Zwayer |

|  |           |                                 |
|  | Marcatori | 30’ Håland 90+3’ (aut.) Haidara |

| Arbitro: | Brych |

|            |           |                 |
| Vargas 71’ | Marcatori | 28’, 80’ Werner |

### Coppa di Germania
| Arbitro: | Stieler |

|                                |           |                                  |
| Amenyido 9’ Álvarez 73’ (rig.) | Marcatori | 7’, 31’ Sabitzer 29’ Klostermann |

| Arbitro: | Zwayer |

|              |           |                                                                        |
| Weghorst 89’ | Marcatori | 13’ (aut.) Pervan 55’ Sabitzer 58’ Forsberg 61’ Laimer 68’, 88’ Werner |

| Arbitro: | Brych |

|                                    |           |          |
| Silva 43’ (rig.) Kostić 51’, 90+5’ | Marcatori | 68’ Olmo |

### Champions League

#### Fase a gironi
| Arbitro: | Sidīropoulos |

|               |           |                 |
| Seferović 84’ | Marcatori | 69’, 78’ Werner |

| Arbitro: | Mateu Lahoz |

|  |           |                       |
|  | Marcatori | 11’ Depay 65’ Terrier |

| Arbitro: | Palabıyık |

|                         |           |               |
| Laimer 49’ Sabitzer 59’ | Marcatori | 25’ Rakyc'kyj |

| Arbitro: | Grinfeeld |

|  |           |                          |
|  | Marcatori | 45+5’ Demme 63’ Sabitzer |

| Arbitro: | Gil Manzano |

|                            |           |                               |
| Forsberg 90’ (rig.), 90+6’ | Marcatori | 20’ Pizzi 59’ Carlos Vinícius |

| Arbitro: | Taylor |

|                     |           |                                      |
| Aouar 50’ Depay 82’ | Marcatori | 9’ (rig.) Forsberg 33’ (rig.) Werner |

#### Fase a eliminazione diretta
| Arbitro: | Çakır |

|  |           |                   |
|  | Marcatori | 58’ (rig.) Werner |

| Arbitro: | del Cerro Grande |

|                                |           |  |
| Sabitzer 10’, 21’ Forsberg 87’ | Marcatori |  |

| Arbitro: | Marciniak |

|                    |           |                     |
| Olmo 50’ Adams 88’ | Marcatori | 71’ (rig.) J. Félix |

| Arbitro: | Kuipers |

|  |           |                                        |
|  | Marcatori | 13’ Marquinhos 42’ Di María 56’ Bernat |

## Statistiche

### Statistiche di squadra
| Competizione      | Punti | In casa | In casa | In casa | In casa | In casa | In casa | In trasferta | In trasferta | In trasferta | In trasferta | In trasferta | In trasferta | Totale | Totale | Totale | Totale | Totale | Totale | D.R. |
| Competizione      | Punti | G       | V       | N       | P       | Gf      | Gs      | G            | V            | N            | P            | Gf           | Gs           | G      | V      | N      | P      | Gf     | Gs     | D.R. |
| ----------------- | ----- | ------- | ------- | ------- | ------- | ------- | ------- | ------------ | ------------ | ------------ | ------------ | ------------ | ------------ | ------ | ------ | ------ | ------ | ------ | ------ | ---- |
| Bundesliga        | 55    | 17      | 7       | 8       | 2       | 38      | 21      | 17           | 11           | 4            | 2            | 43           | 16           | 34     | 18     | 12     | 4      | 81     | 37     | +44  |
| Coppa di Germania | -     | 0       | 0       | 0       | 0       | 0       | 0       | 3            | 2            | 0            | 1            | 10           | 6            | 3      | 2      | 0      | 1      | 10     | 6      | +4   |
| Champions League  | 11    | 4       | 2       | 1       | 1       | 7       | 5       | 4            | 3            | 1            | 0            | 7            | 3            | 8      | 5      | 2      | 1      | 14     | 8      | +6   |
| Totale            | 66    | 21      | 9       | 9       | 3       | 45      | 26      | 24           | 16           | 5            | 3            | 60           | 25           | 45     | 25     | 14     | 6      | 105    | 51     | +54  |

### Andamento in campionato
| Giornata  | 1 | 2 | 3 | 4 | 5 | 6 | 7 | 8 | 9 | 10 | 11 | 12 | 13 | 14 | 15 | 16 | 17 | 18 | 19 | 20 | 21 | 22 | 23 | 24 | 25 | 26 | 27 | 28 | 29 | 30 | 31 | 32 | 33 | 34 |
| --------- | - | - | - | - | - | - | - | - | - | -- | -- | -- | -- | -- | -- | -- | -- | -- | -- | -- | -- | -- | -- | -- | -- | -- | -- | -- | -- | -- | -- | -- | -- | -- |
| Luogo     | T | C | T | C | T | C | T | C | T | C  | T  | C  | T  | C  | T  | T  | C  | C  | T  | C  | T  | C  | T  | C  | T  | C  | T  | C  | T  | C  | T  | C  | C  | T  |
| Risultato | V | V | V | N | V | P | N | N | P | V  | V  | V  | V  | V  | V  | N  | V  | V  | P  | N  | N  | V  | V  | N  | N  | N  | V  | N  | V  | N  | V  | N  | P  | V  |
| Posizione | 2 | 2 | 1 | 1 | 1 | 2 | 5 | 5 | 6 | 3  | 2  | 2  | 2  | 2  | 1  | 1  | 1  | 1  | 1  | 2  | 2  | 2  | 2  | 2  | 3  | 4  | 3  | 3  | 3  | 3  | 3  | 3  | 3  | 3  |

Legenda:

Luogo: C = Casa; T = Trasferta. Risultato: V = Vittoria; N = Pareggio; P = Sconfitta.